# Georgij Paro
Georgij Paro (Čačak, 12. travnja 1934. – Zagreb, 4. svibnja 2018.), bio je hrvatski kazališni redatelj.

## Životopis
Georgij Paro rodio se u srbijanskoj općini Čačak 12. travnja 1934. godine. Na Filozofskom fakultetu u Zagrebu završio je studij filozofije i anglistike, a na Akademiji dramskih umjetnosti završio je kazališnu režiju. Zajedno s Kostom Spaićem, Božidarom Violićem te Dinom Radojevićem, pripadao je tzv. postgavelijanskom naraštaju redatelja. Tijekom 1970-ih traga za kazalištem mita, te za novim kazališnim prostorom. Bio je jedan od vrsnih redatelja Krležinih djela, a ističu mu se ambijetalne prredstave s Dubrovačkih ljetnih igara. Adaptirao je razne prozna djela, oživljavao djela hrvatske kazališne baštine te režirao moderna dramska djela (djela Ranka Marinkovića, Marijana Matkovića i Slavka Kolara).
Radio je na Radio Zagrebu, Zora filmu, Zagrebačkom HNK-u, gdje je bio i indendant, te Kazalištu Komedija. bio je redoviti profesor na Akademiji Dramskih umjetnosti u Zagrebu, umjetnički ravnatelj Dubrovačkih ljetnih igara te Jadran filma. 
Preminuo je u Zagrebu 4. svibnja 2018. godine.

## Djela
- Iz prakse, 1981.
- Made in USA, 1990.
- Theatralia disjecta, 1995.
- Razgovor s Miletićem, 1999.
- Pospremanje, 2010.

## Nagrade
- Dobitnik je Nagrade Vladimir Nazor za životno djelo 2007. godine.
- Nagrade hrvatskog glumica
- Nositelj Reda Danice hrvatske s likom Marka Marulića[4]